# Mayerella limicola
Mayerella limicola is een vlokreeftensoort uit de familie van de Caprellidae. De wetenschappelijke naam van de soort is voor het eerst geldig gepubliceerd in 1915 door Huntsman.